# Las Granjas d'Aimar
Les Granges-Gontardes és un municipi francès situat al departament de la Droma i a la regió d'Alvèrnia-Roine-Alps. L'any 2007 tenia 578 habitants.

## Demografia

### Població
El 2007 la població de fet de Les Granges-Gontardes era de 578 persones. Hi havia 239 famílies de les quals 50 eren unipersonals (25 homes vivint sols i 25 dones vivint soles), 97 parelles sense fills, 71 parelles amb fills i 21 famílies monoparentals amb fills.
La població ha evolucionat segons el següent gràfic:
Habitants censats

### Habitatges
El 2007 hi havia 272 habitatges, 240 eren l'habitatge principal de la família, 13 eren segones residències i 19 estaven desocupats. 254 eren cases i 17 eren apartaments. Dels 240 habitatges principals, 177 estaven ocupats pels seus propietaris, 61 estaven llogats i ocupats pels llogaters i 2 estaven cedits a títol gratuït; 3 tenien una cambra, 4 en tenien dues, 25 en tenien tres, 78 en tenien quatre i 130 en tenien cinc o més. 196 habitatges disposaven pel capbaix d'una plaça de pàrquing. A 90 habitatges hi havia un automòbil i a 140 n'hi havia dos o més.

### Piràmide de població
La piràmide de població per edats i sexe el 2009 era:
| Homes | Edats   | Dones |
| ----- | ------- | ----- |
| 4     | 95 o +  | 0     |
| 0     | 90 a 94 | 0     |
| 4     | 85 a 89 | 8     |
| 4     | 80 a 84 | 0     |
| 4     | 75 a 79 | 12    |
| 0     | 70 a 74 | 8     |
| 20    | 65 a 69 | 8     |
| 20    | 60 a 64 | 8     |
| 20    | 55 a 59 | 12    |
| 20    | 50 a 54 | 24    |
| 20    | 45 a 49 | 16    |
| 20    | 40 a 44 | 20    |
| 24    | 35 a 39 | 28    |
| 24    | 30 a 34 | 28    |
| 28    | 25 a 29 | 24    |
| 16    | 20 a 24 | 0     |
| 16    | 15 a 19 | 8     |
| 20    | 10 a 14 | 24    |
| 28    | 5 a 9   | 32    |
| 20    | 0 a 4   | 20    |

## Economia
El 2007 la població en edat de treballar era de 362 persones, 270 eren actives i 92 eren inactives. De les 270 persones actives 248 estaven ocupades (133 homes i 115 dones) i 21 estaven aturades (8 homes i 13 dones). De les 92 persones inactives 40 estaven jubilades, 22 estaven estudiant i 30 estaven classificades com a «altres inactius».

### Ingressos
El 2009 a Les Granges-Gontardes hi havia 244 unitats fiscals que integraven 609,5 persones, la mediana anual d'ingressos fiscals per persona era de 19.626 €.

### Activitats econòmiques
Dels 24 establiments que hi havia el 2007, 1 era d'una empresa extractiva, 3 d'empreses alimentàries, 1 d'una empresa de fabricació d'altres productes industrials, 1 d'una empresa de construcció, 5 d'empreses de comerç i reparació d'automòbils, 2 d'empreses de transport, 2 d'empreses d'hostatgeria i restauració, 1 d'una empresa immobiliària, 3 d'empreses de serveis, 4 d'entitats de l'administració pública i 1 d'una empresa classificada com a «altres activitats de serveis».
Dels 2 establiments de servei als particulars que hi havia el 2009, 1 era una lampisteria i 1 restaurant.
L'únic establiment comercial que hi havia el 2009 era una fleca.
L'any 2000 a Les Granges-Gontardes hi havia 10 explotacions agrícoles que ocupaven un total de 348 hectàrees.

## Equipaments sanitaris i escolars
El 2009 hi havia una escola elemental.

## Poblacions més properes
El següent diagrama mostra les poblacions més properes.